# Expulsió dels moriscos

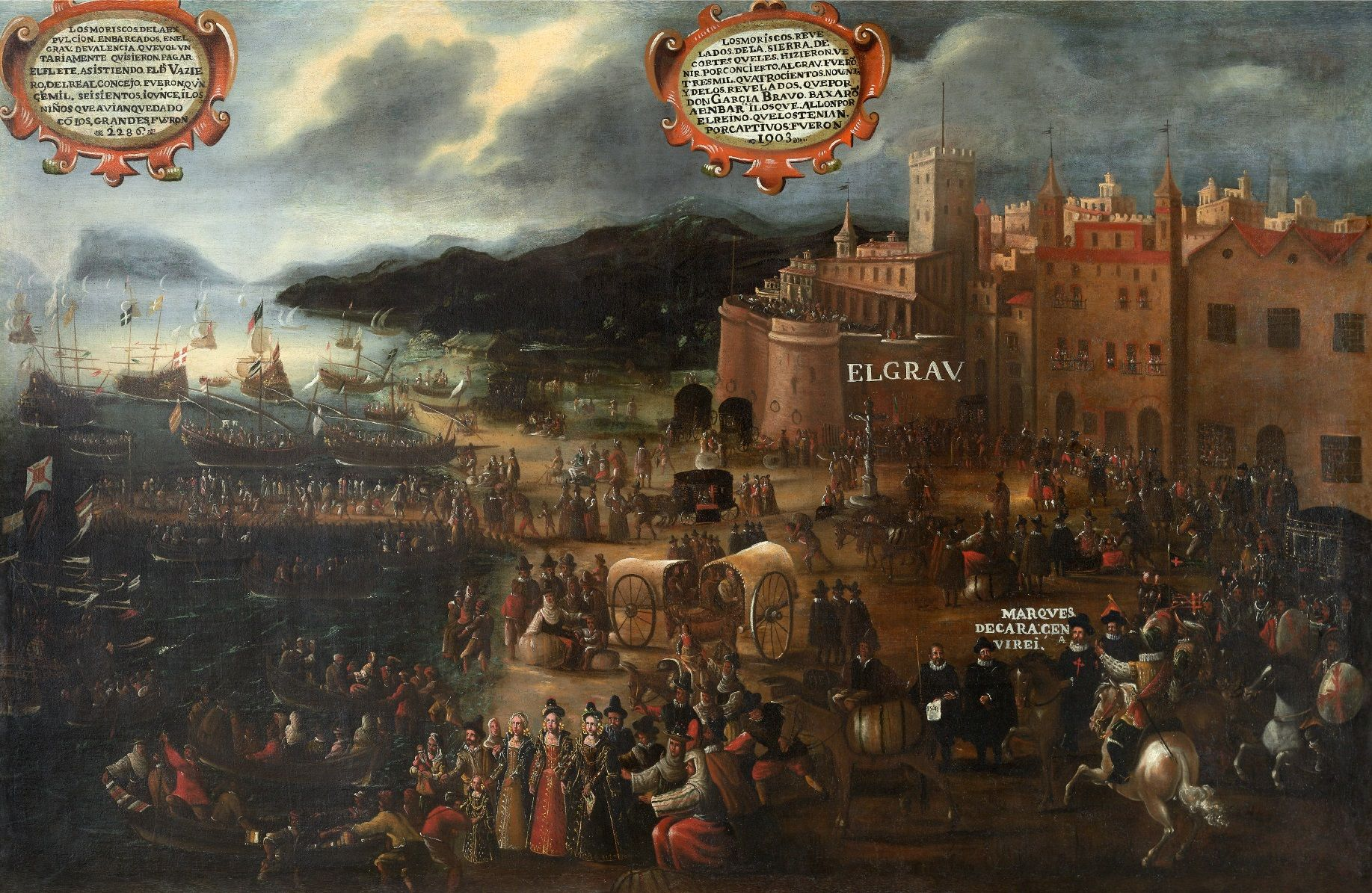
Embarcament de moriscos en el Grau de València, per Pere Oromig, uns anys després dels fets

Els decrets d'expulsió dels moriscos (1609-1614), foren promulgats per Felip III, i ordenaven als moriscos dels diferents regnes o territoris de la Monarquia Catòlica el seu exili perpetu.

## Antecedents
Amb la conquesta castellana del Regne de Granada i l'entrada dels Reis Catòlics a Granada (1492), s'encomanava al cardenal Cisneros convertir els moros pacíficament a la fe cristiana per tal que no s'avalotaren. Però aviat començaria a forçar aquesta conversió amb suborns als representants de les comunitats musulmanes i amb la crema de llibres, que començà amb alcorans i va seguir amb la biblioteca de Granada: llibres de poesia, matemàtiques, ciència, filosofia, història, novel·les, contes, etc. Així, es cremaren milers de llibres a la plaça de Bibarrambla, la més gran de Granada. El nombre de llibres cremats s'estima en un milió. Després d'això, el cardenal Cisneros se centrà en els renegats, categoria que posà ell mateix als cristians granadins convertits a l'islam, o per extensió, als fills i nets de cristians que s'havien convertit a l'islam. Cisneros pretenia que aquests tornaren a la fe cristiana i que se sotmeteren a les lleis de Castella. A mesura que la pressió cristianitzadora augmentava, molts moros de l'Albayzin començaren a desconfiar de les garanties de llibertat de culte. Els moros granadins demanaren la destitució de Cisneros, i com a resposta a aquestes queixes, Cisneros empresonà els habitants més respectats de Granada, acusant-los d'atiar la revolta; l'objectiu era evitar que posaren nous entrebancs als seus plans de proselitisme forçat.

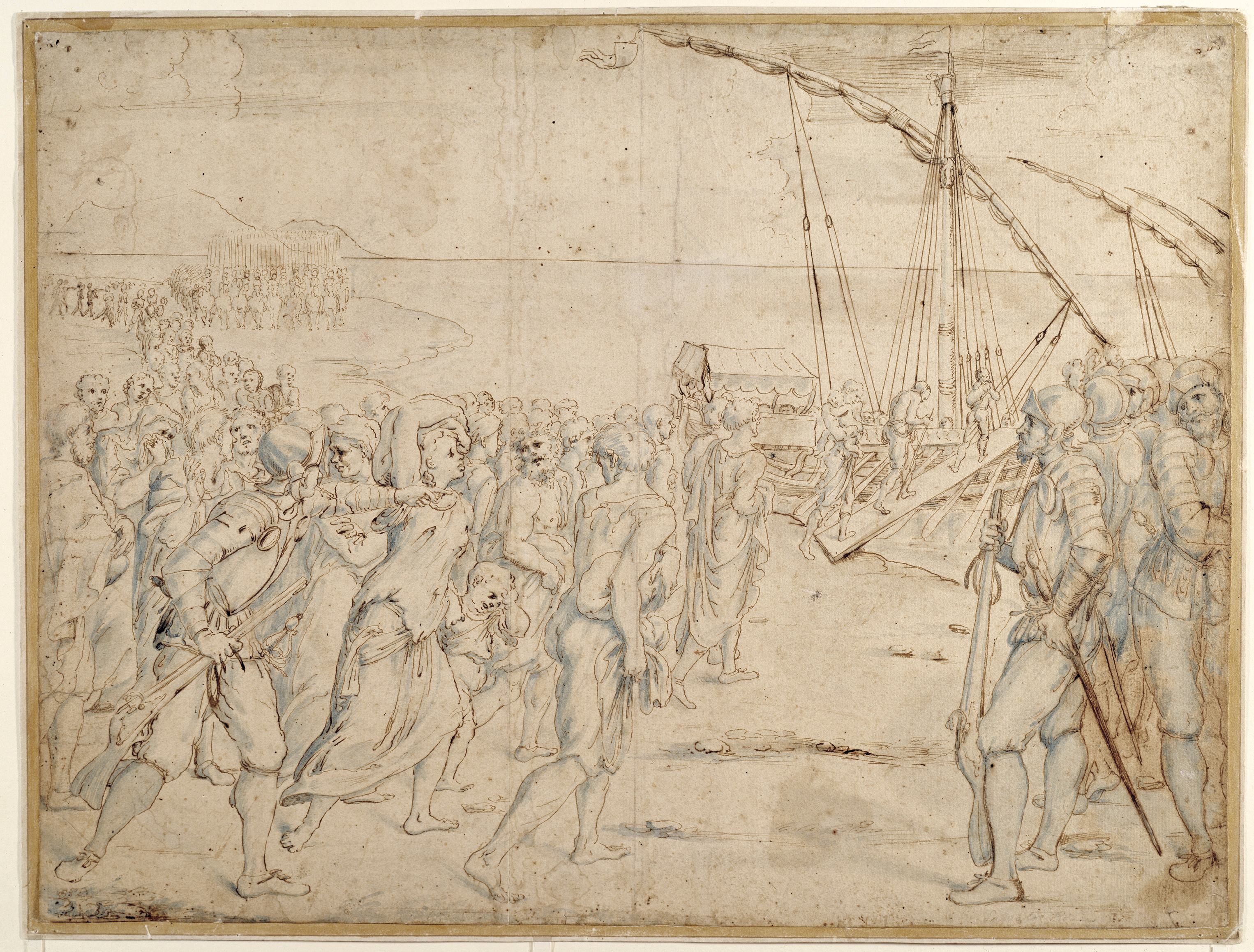
Gravat de L'expulsió dels Moriscos de Vicente Carducho, conservat al Museu del Prado de Madrid.

Aquesta situació insostenible provocà el 1500 l'alçament popular de l'Albayzin, que es va estendre per tot Regne de Granada. Després de reprimir durament l'alçament al Comtat de Tendilla per part del mateix comte, aquest demanà «passar a ganivet a tots els moros que havien participat en les revoltes», al que el rei Ferran li contestà: «Quan el vostre cavall fa alguna desgràcia no recorregueu a l'espasa per a matar-lo, abans li doneu una palmada a les cuixes, i li tireu la capa sobre els ulls; doncs el meu vot i el de la Reina és que aquests moros es bategen, i si ells no fossen cristians, ho seran els seus fills o els seus nets». Així és com es decretà la Pragmàtica del 12 de febrer de 1502, la qual ordenava la conversió o expulsió de tots els musulmans de la Corona de Castella, tret dels mascles menors de catorze anys i de les femelles menors de dotze. La Corona d'Aragó no imposà el cristianisme als mudèjars fins a la fi de 1525.
La Pragmàtica de 1502 imcomplia, doncs, els compromisos signats pels Reis Catòlics amb el rei Boabdil en les Capitulacions de Granada, en les quals els vencedors castellans garantien als musulmans granadins la preservació de la seua llengua, religió i costums.

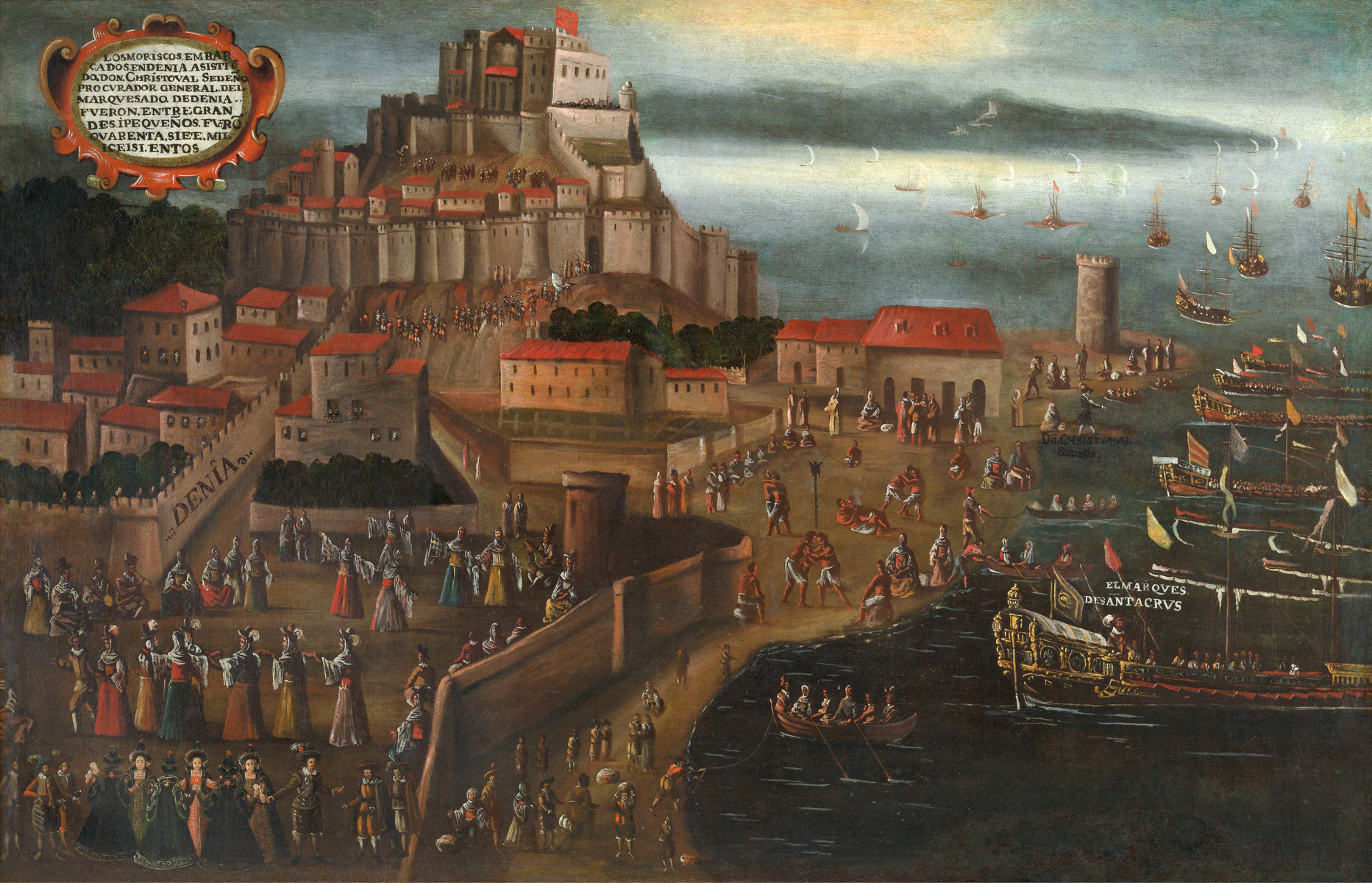
L'expulsió dels moriscos al port de Dénia (Alacant), quadre pintat per Vicent Mestre al.

Per tal d'evitar l'exili, la immensa majoria dels musulmans, tant de la Corona de Castella com de la Corona d'Aragó, optaren per la conversió al cristianisme, que va ser només nominal, ja que continuaren practicant l'islam.
Al Regne de València, la imposició del cristianisme s'originà arran de la Revolta de les Germanies, quan alguns agermanats dirigiren les seves ires contra els sarraïns, mà d'obra servil dels nobles. Però, després, l'emperador Carles I, assessorat per una Junta a l'efecte, donava validesa als batejos i els feia extensius a tota la comunitat mudèjar, aplicant-se la decisió al conjunt de la Corona d'Aragó. Alguns sarraïns es van revoltar a Benaguasil (Camp de Túria), i sobretot, a la serra d'Espadà, encara que finalment els van vèncer (1526). Els moriscos o cristians nous eren expressions que en aquell temps tenien un caire clarament pejoratiu. La conversió forçada dels antics musulmans, i sobretot la por a noves sublevacions, va fer que molt prompte es dubtara de la sinceritat de la seua fe. També foren acusats de protegir i ajudar a la pirateria turca. Finalment, Felip III, decretà l'expulsió de tots els moriscos del territori actualment espanyol, començant pels de València (setembre de 1609) i seguint pels d'Andalusia, Múrcia i la vila extremenya d'Hornachos (gener de 1610), Catalunya (abril de 1610), Aragó (maig de 1610), ambdues Castelles i Extremadura (juliol de 1610), i ja el 1614 es decretava l'expulsió dels moriscos mudèjars de la vall murciana de Ricote, exceptuats fins aleshores pel seu suposat cristianisme sincer.

## Expulsió dels moriscos de la Corona d'Aragó
L'ordre d'expulsió dels moriscos del Regne de València fou publicada pel marquès de Caracena i virrei-lloctinent de la Ciutat i el Regne de València, Luis Carrillo de Toledo, el 22 de setembre de 1609. Mesos abans, el virrei havia elaborat un cens per tal de conèixer la població morisca de devia ser expulsada del regne.
Els preparatius secrets en els dies previs a la publicació de l'avís van consistir en el desembarcament dels 1000 homes del terç de Llombardia, 800 del terç de Sicília, 1700 del terç de Nàpols, i el Batalló de la Milícia Efectiva del Regne de València, dels quals es van destinar 550 soldats de tres companyies del terç de Llombardia i dos del terç de Nàpols al port de Vinaròs a càrrec de Pedro de Toledo, que va distribuir efectius en els ports que calia assegurar i es va fixar la vila d'Onda com a plaça d'armes, a càrrec del mestre de camp Juan de Córdoba.
Els moriscos foren conduïts en llargues columnes fins als ports de Vinaròs, València, Dénia, Xàbia i Alacant, on es van concentrar les flotes de Gènova, comandada per Carlo Doria; Nàpols, per Álvaro de Bazán y Benavides; Sicília i Portugal, per Pedro Álvarez de Toledo y Leiva; Espanya, comandada per Luis Carrillo de Toledo; Catalunya, comandada per Ramon d'Oms i de Calders, i la de l'Oceà, per Luis Fajardo de Córdoba. Els moriscos s'havien de pagar el passatge i es podien endur els béns.
L'ocupació de la serra d'Espadà, revoltada unes dècades abans, era un objectiu prioritari perquè era un bloc compacte de moriscos amb escassa presència de cristians, llevat de les grans viles que la circumden (Onda, Sogorb, Nules). El 27 de setembre els moriscos començaven a alterar-se i encara no s'havia ocupat la serra d'Espadà, i Pedro de Toledo va ordenar als seus homes, comandats per Juan Maldonado, accedir-hi, mentre Pere Escrivà va establir dos forts i un altre punt de vigilància amb 50 soldats, bloquejant la serra i esperant l'acceptació de l'ordre d'expulsió.
Els primers viatges cap al nord d'Àfrica foren duts a terme amb rapidesa; però corregué el rumor que eren maltractats durant el viatge, àdhuc tirats a la mar, o robats i assassinats en arribar a la destinació, fet que provocà l'aixecament, el 20 d'octubre de 1609, d'uns 6000 moriscos, que es refugiaren a la Mola de Cortes. Cinc dies més tard, s'aixecaven els moriscos de la Vall de Laguar. Davant la poca efectivitat del duc de Sogorb hi fou enviat Agustín Mexía des de Xàtiva, que s'encarregà de reduir els revoltats de la Mola de Cortes. Els revoltats foren finalment reduïts per inanició. Després, es revocava l'excepcionalitat de no expulsar al 6 per cent dels moriscos (9 de gener de 1610).
El gener del 1610, ja s'havia expulsat 111.396 moriscos, i el 1612 la xifra havia pujat als 117.464, als quals cal sumar uns 5.000 que havien mort, 2.000 que havien fugit, i uns 500 que havien estat enviats a galeres, quedant al territori un màxim de 1000 famílies. El 29 de maig de 1610 s'encetava l'embarcament dels moriscs d'Aragó i Catalunya pel port dels Alfacs, i fins al 16 de setembre s'hi embarcaren 38.286 moriscos aragonesos i 3.666 catalans. L'expulsió es donà per acabada el 20 de febrer de 1614.

### Conseqüències
La Corona d'Aragó concentrava dos terços dels moriscos peninsulars, unes dues-centes mil persones, i bona part de l'economia estava lligada a l'explotació agrària de la mà d'obra morisca. La supressió dels moriscos fou especialment dura per al Regne de València, que va perdre un terç de la seva població, moltes de les seues terres es van veure completament abandonades, i dos-cents nuclis de poblament no es varen reocupar mai més. La repoblació motivaria importants migracions internes, ja que unes 13.700 cases de cristians vells quedaren abandonades per reocupar els antics pobles moriscs. Uns altres llocs van necessitar un segon repoblament (per exemple, l'Orxa, a la comarca del Comtat). Una pèrdua sobtada d'un terç de la població valenciana forçosament degué produir efectes econòmics negatius, almenys durant els decennis immediats a l'expulsió. Al regne d'Aragó les conseqüències van ser més moderades perquè la pèrdua hi fou menor, d'una cinquena part dels seus efectius (poc més de 60.000 persones). Menció a banda mereix l'expulsió de la reduïda comunitat morisca catalana, que segons els indicis més raonables afectà unes 4000 persones (3716 segons Lapeyre; i 4180 segons Hernández Cardona), per la qual cosa no va generar conseqüències destacables.
Els camperols cristians serien explotats pels nobles després de l'expulsió dels moriscos, abús que va provocar la Segona Germania el 1693 i la revolta dels maulets durant la Guerra de Successió Espanyola el 1705.

## Expulsió dels moriscos de la Corona de Castella
L'expulsió començà per Andalusia a principis de l'any 1610. El decret d'expulsió permetia als moriscos vendre tots els seus béns mobles (mentre que les seves propietats immobles passaven a l'Estat) però prohibia traure cap a l'estranger el seu valor en or, plata, joies o lletres de canvi, i només ho tolerava en mercaderies, per les quals haurien de pagar drets de duana. S'obligava els pares de criatures menors de set anys a deixar en terres hispàniques els susdits fills, excepte si s'establien en països cristians. Això va fer que molts es dirigiren cap a França o Itàlia abans d'arribar al nord d'Àfrica. Segons Lapeyre, l'expulsió dels moriscos de l'Andalusia oriental només afectà 2026 individus, perquè la immensa majoria havien estat desarrelats i distribuïts forçosament per àmplies regions peninsulars arran la guerra de 1568-1571. El mateix autor enregistrà un total de 29.939 expel·lits de l'Andalusia occidental, d'origen granadí en la seva majoria.
Immediatament després, es va procedir a l'expulsió dels moriscos d'origen granadí residents al regne de Múrcia, i específicament, es donava l'ordre de sortida dels moriscos d'Hornachos, vila extremenya on els moriscos autòctons havien mantingut una cohesió cultural molt notable.
Des del mes de juliol de 1610 es va escometre l'expulsió dels moriscos de la resta d'Extremadura i d'ambdues Castelles (la major part granadins desarrelats el 1571) que segons Lapeyre afectà 44.625 moriscos. Però des de finals de 1609 ja havien sortit per llur compte, autoritzats per la Corona, alguns milers per Burgos i la duana hispano-francesa, els quals tingueren un viatge més llarg, però en condicions millors que els expulsats pel decret, la majoria dels quals van ser embarcats a Cartagena, cap al nord d'Àfrica. Cal dir que la tasca de localitzar aquells moriscos va ser molt complexa per la seva dispersió, per l'alta mobilitat d'alguns moriscos d'origen granadí i sobretot perquè els d'origen mudèjar, els anomenats "antics", estaven ja molt assimilats a la cultura castellana, fins i tot lligats per vincles familiars als cristians vells, i van mostrar-se molt refractaris a ser localitzats i expulsats, sovint amb la complicitat de veïns cristians vells. Així a Castella l'expulsió s'allargà fins a 1614, sense tenir en compte els retorns que s'hi poguessin produir.
Per acabar, i rere uns quants intents sense gaire èxit, l'any 1614 es donava per conclosa l'expulsió dels moriscos mudèjars del regne de Múrcia, però historiadors com Jorge Gil (Écoles des Hautes Études en Sciences Sociales, de París) que han analitzat amb rigor la qüestió, afirmen que el balanç d'aquesta expulsió de moriscos murcians "antics" fou limitat, i degueren romandre a la regió uns 3500 d'aquells moriscos. Lapeyre comptabilitzà un total de 13.552 expulsats del regne de Múrcia, entre granadins i mudèjars autòctons.

### Conseqüències
En conjunt, la pèrdua d'un 2% de la població de Castella no fou gaire important, però la mesura es produïa després d'una pesta en els anys del canvi de segle (1599-1602), i agreujava la crisi demogràfica encetada al voltant del 1580. De fet, durant el segle xvii la despoblació de Castella es faria irreversible.

## Moriscos expulsats (segons Lapeyre)
La següent taula arreplega els moriscos que van ser registrats als ports d'embarcament, segons l'acurat treball d'Henri Lapeyre (1959), xifres que hauríem de considerar un mínim, ja que no inclouen les baixes que es produïren, ni les fugides clandestines, i també perquè la documentació pot no ser exhaustiva: 
| ÀREES GEOGRÀFIQUES     | MORISCOS |
| ---------------------- | -------- |
| Regne de València      | 117 464  |
| Regne d'Aragó          | 60 818   |
| Catalunya              | 3 716    |
| Castella i Extremadura | 44 625   |
| Regne de Múrcia        | 13 552   |
| Andalusia occidental   | 29 939   |
| Andalusia oriental     | 2 026    |
| TOTAL PENINSULAR       | 272 140  |

Els moriscos expulsats i els seus descendents van participar en la pirateria barbaresca i l'esforç militar dels otomans d'Alger contra els espanyols en Orà, Mostaganem, Mascara i Tlemcen.